# Клаудио Маркизио
Клаудио Маркизио (Claudio Marchisio) е италиански футболист. Централен полузащитник, способен да играе и като краен халф, Маркизио притежава силен шут и с двата крака, като често пробва далечни удари. Поради уменията му в единоборствата и многофункциолнастта му на игрището той често е сравняван с италианската легенда Марко Тардели.

## Клубна кариера

### Начало
Маркизио е роден и отраснал в Киери, комуне на Торино, в семейство на привърженици на Ювентус. Семейството му е било сред притежателите на сезонни билети и малкият Клаудио е бил помощник на Деле Алпи.
На пробен мач за сателитния на ФИАТ Сиспорт бива забелязан и привлечен, като след това, на 7-годишна възраст, преминава в младежките формации на Ювентус.

### Ювентус
Като юноша най-често играе като поддържащ нападател, по подражание на идола му Алесандро Дел Пиеро, като на 16 г. се премества в центъра и заиграва като централен полузащитник.
През сезон 2005/2006 впечатлява Фабио Капело и често тренира с първия отбор. През същия сезон е капитан на Примаверата (отборът до 20-годишна възраст) и е с основна роля в спечелването на младежкия шампионат и второто място в Турнира Вияреджо (младежката купа). Това е и последният му цял сезон с младежите.
След отпадането на Ювентус в Серия Б Маркизио е преместен в първия отбор и получава екип с номер 15. На 19 август 2006 г. участва за първи път в официална среща на Ювентус, в двубой от Купата. През септември за последен път участва в мач за Примаверата, извеждайки отбора с капитанската лента в мач за младежката Суперкупа срещу Интер, спечелен с убедителното 5:1.
Дидие Дешан често залага на Маркизио и той записва 26 официални участия в първия си сезон за Старата госпожа, спомагайки за спечелването на Серия Б и възкачването на Ювентус в Калчото.

### Емполи
На 25 юли 2007 г., заедно със съотборниците си Себастиан Джовинко и Рей Волпато е отдаден под наем за сезон 2007/2008 в Емполи. Маркизио отново е сред тилярите в отбора си, записвайки 26 мача, но не успява да помогне на Емполи да избегне изпадане в Серия Б.

### Завръщане в Ювентус
От лятото на 2008 г. се завръща отново в ФК Ювентус. Отбелязва първия си гол в Серия А на 24 януари 2009 г. при домакинската победа на „Ювентус“ над Фиорентина с 1:0. Под ръководството на Клаудио Раниери се налага в стартовия състав, като най-често бива използван като централен полузащитник, но успешно се подвизава и като дефанзивен, краен полузащитник или плеймейкър.

## Национален отбор
Има изиграни 14 мача с 1 гол в националния отбор на своята страна за младежи до 21 години, където дебютира през 2007 г. През 2009 г. за получава повиквателна за представителния национален отбор на Италия и получава първото си участие на 12 август 2009 г., в приятелска среща срещу Швейцария.

## Личен живот
Маркизио се жени за съпругата си Роберта през юни 2008 г., като двамата имат син, роден през август 2009 г. Жена му е привърженик на градския съперник
Торино, като баща и е бил юноша на „Биковете“.
Получава прякора си „Малкият принц“ (Il Principino) от футболния коментатор Клаудио Цулиани. Също така бива наричан „Де Роси от Торино“, сравнявайки го със съотборника му в националния отбор Даниеле Де Роси, поради сходния им стил на игра, това че и двамата са родени в градовете на клубовете си (Торино и Рим), и двамата са юноши на отборите си, както и поради това, че и двамата се очертават като бъдещи капитани (съответно на Ювентус и Рома) на клубовете си.